# ФК Суботица
ФК Суботица је фудбалски клуб из истоименог града, на северу Србије. Боје клуба су зелена и бела.
Клуб је под тим именом основан 2002. године, док је крајем 50-их година XX века постојао клуб познат као Занатски, да би од 1960. до 1964. функционисао као Омладински фудбалски клуб, након чега је угашен из финансијских разлога.
Сениорски састав клуба је у сезони 2017/18. наступао у окружној лиги ПФЛ Суботица, али је током исте одустао од даљег такмичења. Поред тога, у клубу постоје и селекције млађих категорија.